# Kleiner Driesch 10 (Mönchengladbach)

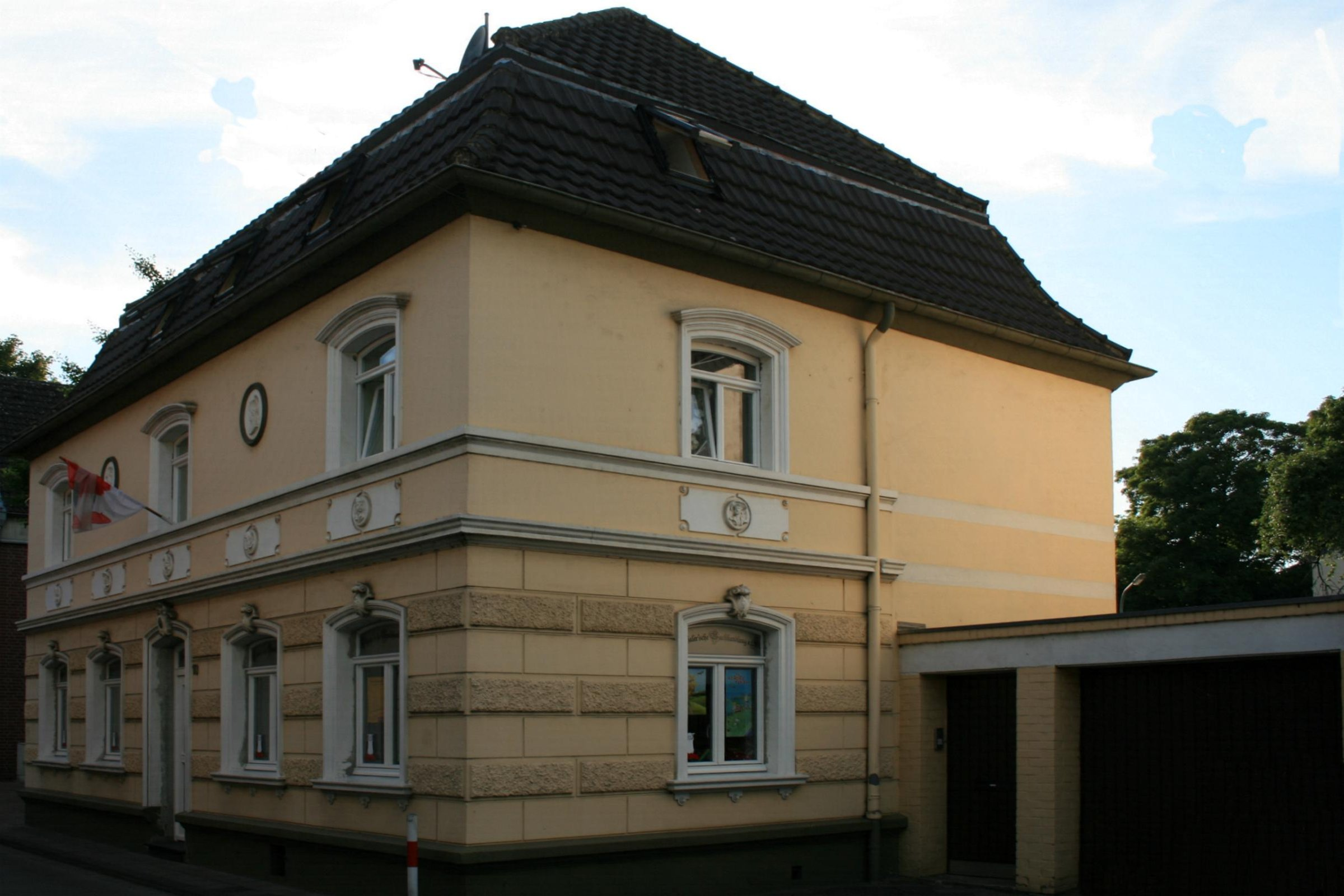
Wohnhaus (2010)

Das Wohnhaus Kleiner Driesch 10 steht im Stadtteil Rheindahlen in Mönchengladbach (Nordrhein-Westfalen).
Das Gebäude wurde in der zweiten Hälfte des 19. Jahrhunderts erbaut. Es wurde unter Nr. K 093  am 6. März 2007 in die Denkmalliste der Stadt Mönchengladbach eingetragen.

## Architektur
Das Objekt liegt im historischen Ortskern von Rheindahlen. Es handelt sich um ein zweigeschossiges, fünf Achsen breit gelagertes, verputztes Wohnhaus mit Schmuckfassade und Mansarddach. Es ist um eine Achse vor die Flucht seiner Nachbarbebauung am nördlichen Platzrand gezogen und bildet somit gleichzeitig auch eine Art westlichen Abschluss des Platzes (Kleiner Driesch).
Das Erdgeschoss zeigt eine Putzquaderung mit bossenartiger Bänderung. Erdgeschoss und Obergeschoss sind durch Geschoss- und Sohlbankgesims getrennt, die Brüstungszone zwischen den beiden Gesimsen ist als ein Fries mit Kopfreliefs unterhalb der Obergeschossfenster gestaltet. Im Obergeschoss sind in der zweiten und vierten Achse anstelle von Fenstern weitere Medaillons mit Portraitreliefs angeordnet.
Diese auffällige Fassadengliederung ist in der ersten Achse der rechten, zum Driesch hin gerichteten Schmalseite des Hauses fortgeführt. Die weitere, nicht straßenraumwirksame Hälfte dieser Seite sowie die übrigen Außenseiten sind glatt verputzt. Die segmentbogigen Fensteröffnungen und die Haustüröffnung sind mit profilierten Putzgewänden, im Erdgeschoss mit volutenförmigen Keilsteinen versehen.
Das Innere des Hauses wurde in der zweiten Hälfte des 20. Jh. durchgreifend modernisiert. Von Belang sind daher lediglich noch die Holzgeschossdecke und vor allem der tonnengewölbte Keller unter der vorderen rechten Hälfte des Hauses.
Das Wohnhaus Kleiner Driesch 10 ist bedeutend für Mönchengladbach. Seiner Erhaltung und Nutzung liegt aus den beschriebenen wissenschaftlichen, hier architekturgeschichtlichen und vor allem aus städtebaulichen Gründen im öffentlichen Interesse. Es handelt sich daher gemäß § 2 DSchG NRW um ein Denkmal.